# Elliott Management Corporation
Elliott Management Corporation là một công ty quản lý đầu tư Hoa Kỳ. Nó là một trong những quỹ đầu tư lớn nhất trên thế giới. Công ty do Paul Singer thành lập vào năm 1977, đặt trụ ở ở New York.
Elliot có biệt danh là quỹ đầu tư Kền Kền (Vulture fund).
Elliot đang là chủ sở hữu của câu lạc bộ bóng đá AC Milan.

## Danh mục đầu tư

### Vinashin
Tháng 12/2011, có thông tin Elliot kiện Vinashin ra tòa án Anh sau khi công ty này vỡ nợ.

### AC Milan
Từ tháng 07/2018, Elliot trở thành chủ sở hữu của câu lạc bộ AC Milan sau khi nhận 99.93% cổ phiếu của câu lạc bộ này từ tay Lý Dũng Hồng. Trước đó, Lý Dũng Hồng đã vay của Elliot 415 triệu Euro để mua 99.93% AC Milan. Elliot bổ nhiệm Paolo Scaroni là chủ tịch thay Lý Dũng Hồng.